# Bolingbroke Castle
Bolingbroke Castle is een ruïne van een voormalig kasteel in Bolingbroke (of Old Bolingbroke) in het Engelse graafschap Lincolnshire.

## Constructie

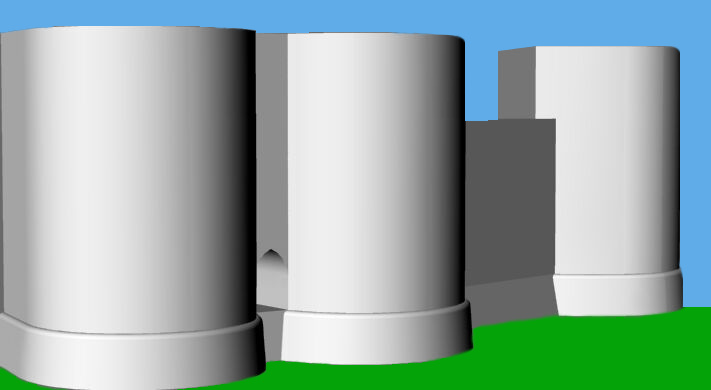
Reconstructie van de noordkant van het kasteel, waarbij het poorthuis wordt getoond.

Het kasteel werd rond 1220 door Ranulf de Blondeville, 6e graaf van Chester, grotendeels uit groenzandsteen uit Spilsby opgetrokken, net zoals verscheidene nabijgelegen kerken. Het lokale groensteen is een kalksteen dat poreus en onderhevig aan snelle aftakeling wanneer blootgesteld aan het Engelse weer is en hierdoor ondermaats bouwmateriaal. Het kasteel werd opgetrokken met een onregelmatige polygonale omwalling. Het kasteel is een van de vroegste voorbeelden van een gelijkmatig kasteel dat werd ontworpen en gebouwd zonder donjon. Het werd oorspronkelijk omring door een grote met water gevulde slotgracht die 31 meters wijd was. De courtine was tot een 5 meter dik en werd verdedigd door vijf D-vormige torens en een poorthuis met langs weerskanten een toren.
Net zoals een ander kasteel dat Ranulf in dezelfde periode in Beeston in Cheshire liet optrekken, had Bolingroke Castle geen donjon. Het kasteel vertrouwde in de plaats daarvan op haar dikke muren en de vijf D-vormige defensieve hoektorens. Enkele andere overeenkomsten in ontwerp zijn opgemerkt met betekening tot een kasteel in Boulogne-sur-Mer uit die tijd, dat ook zonder een centrale donjon was gebouwd.

## Geschiedenis
Het gebied werd voor het eerst in de 6e of 7e eeuw versterkt door de Saksen. In de 12e eeuw bouwden de Normandische edelmannen een mottekasteel op een nabijgelegen heuvel die uitstak boven de nederzetting Bolingbroke. Bolingbroke Castle werd rond 1220 door Ranulf de Blondeville, 6e graaf van Chester, kort nadat deze was teruggekeerd van de Vijfde Kruistocht, opgetrokken.
Ranulf stierf in 1232 zonder mannelijke erfgenamen en zijn titels, landerijen en kastelen werden via zijn zusters doorgegeven. Na de dood in 1361 van Hendrik van Grosmont, 1e hertog van Lancaster, kwam Bolingbroke Castle door huwelijk in het bezit van Jan van Gent. Zijn vrouw, Blanche van Lancaster, dochter van Hendrik van Grosmont, was zelf in 1345 in dit kasteel geboren. Jan en Blanche zoon Hendrik (de latere koning Hendrik IV) werd in 1367 eveneens in Bolingbroke Castle geboren en stond - voordat hij in 1399 koning werd - bijgevolg bekend als "Hendrik (van) Bolingbroke".
Tegen de 15e en 16e eeuw was het kasteel in verval geraakt, hoewel er tijdens de Tudorperiode reparaties werden uitgevoerd. In 1636 bleek uit een onderzoek van de structuur dat alle torens niet langer meer te herstellen waren.
Aan het begin van de Eerste Engelse Burgeroorlog werd Bolingbroke weer in gebruik genomen als militaire vesting, waarin koningsgezinde troepen in garnizoen lagen. In 1643 werd het zwaar beschadigd tijdens een belegering in de slag bij Winceby. Het volgende jaar werd het kasteel door de Roundheads heroverd, maar door nederlagen elders weer opgegeven. In 1652 werd het kasteel ontmanteld om elk verder gebruik te voorkomen. De torens en muren werden neergehaald en in de slotgracht gedempt.
Het laatste grote restant van de structuur stortte in 1815 in.

## Nationaal monument

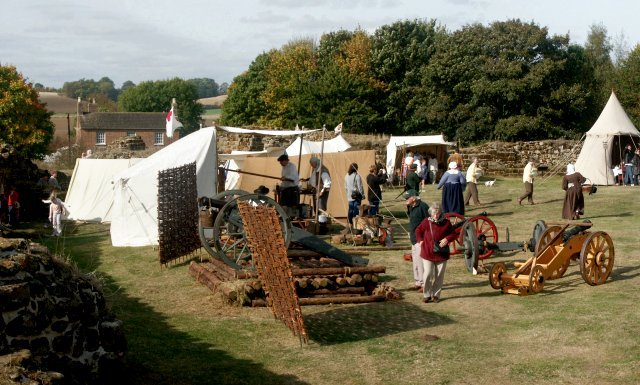
Een grote re-enactment vond plaats in 2003 als onderdeel van een project ter herdenking van de 360ste verjaardag van de beurtenissen uit 1643.

Het kasteel, dat nu een nationaal monument is, werd in de jaren 60 en 70 van de 20e eeuw opgegraven. Het werd door English Heritage onderhouden tot dit in 1995 door Heritage Lincolnshire werd overgenomen. Een groot deel van de lagere muren zijn nog steeds zichtbaar alsook de benedenverdiepingen van de torens. 
In de zomer huist het kasteel talrijke evenementen waaronder voorstellingen van Shakespeare.

## Geboren
- Hendrik IV van Engeland (1367-1413), koning van Engeland (1399-1413)